# Il Saggiatore (casa editrice)
il Saggiatore è una casa editrice italiana indipendente fondata a Milano nel 1958 da Alberto Mondadori. Pubblica testi di storia, politica, economia, arte, musica, scienza, narrativa e poesia.

## Storia

### Dal 1958 al 1992
Il 26 marzo 1958 Alberto Mondadori scrive a Jean-Paul Sartre: 
()
Alberto Mondadori si circonda di intellettuali come Giacomo Debenedetti, Giulio Carlo Argan, Enzo Paci ed Ernesto de Martino e allestisce un catalogo di saggistica di impronta «illuministica». L'obiettivo è di «sprovincializzare» e laicizzare la cultura italiana.
Tra i primi titoli, Gli dèi e gli eroi della Grecia di Károly Kerényi, i Saggi critici di Giacomo Debenedetti, Bellezza e bizzarria di Mario Praz, dieci volumi di una Enciclopedia della civiltà atomica e due di Enciclopedia della pittura moderna, quindi opere di Vittorio Lanternari, Jean-Paul Sartre, Rudolf Arnheim, i Diari di Paul Klee, Il vizio assurdo di Davide Lajolo, come pure opere visive di Miró, Picasso, Kandinski, Mondrian, Pollock ecc.
Tra le prime collane:
- "Uomo e mito", «la prima collana concepita e organicamente realizzata di archeologia, etnologia, mitologia, preistoria, storia delle religioni che appaia in Italia»
- "Specchio del mondo"
- "Biblioteca delle Silerchie" che si apre nel 1958 con Lettera sul matrimonio di Thomas Mann, seguito da Storia di un romanzo di Thomas Wolfe. Poi opere narrative di Giuseppe Raimondi, Giacomo Noventa, Arturo Loria, Umberto Saba, ma anche di D. H. Lawrence, William Faulkner, Georges Bernanos, e qualche pagina filosofica (come il Breviario di Kierkegaard o Del tragico di Karl Jaspers) e poi disegni di Marc Chagall, Henry Moore, Emil Nolde o altre pagine d'arte di Franz Marc, Cesare Brandi o Massimo Pallottino. Dopo il 1960 anche opere di James Joyce, Jorge Luis Borges, Louis Aragon ecc., oltre che le prose de Gli immediati dintorni di Vittorio Sereni (1962)[2]. Il nome della collana trae origine dall’omonima località, sita nel Comune di Camaiore, ove la famiglia Mondadori deteneva una residenza estiva.
- "I maestri dell'architettura contemporanea" (1960-1964)
- "La Cultura", che contiene libri «strumenti» con l'obiettivo di creare «un clima di cultura adulto ed emancipato da ogni intolleranza e pregiudizio e conformismo». Tra i primi titoli un Omaggio a Husserl a cura di Enzo Paci, Segno e immagine di Cesare Brandi e poi opere di Giulio Carlo Argan, Sergio Solmi, Eugenio Montale, Ranuccio Bianchi Bandinelli, Emilio Cecchi, Carlo Tullio Altan, Franco Fortini, Jurij Nikolaevič Tynjanov, Remo Cantoni, Giorgio Petrocchi, Luciano Anceschi, il Manuale di armonia di Arnold Schönberg o Tristi tropici, Il pensiero selvaggio e gli altri lavori di Claude Lévi-Strauss, Il secondo sesso di Simone de Beauvoir ecc.
- "Il portolano" (1961-1969), una ventina di saggi più specificamente su mito e religione
- "I Gabbiani", collana in più serie di tascabili di larga diffusione, nata nel 1964 con Le origini del Cristianesimo di Alfred Loisy e chiusa nel 1978
- "Piccola biblioteca di scienza" (1966-1968), una ventina di titoli tra fisica, matematica e biologia
- "Dialoghi di archeologia", rivista quadrimestrale diretta da Ranuccio Bianchi Bandinelli dal 1967 al 1977
- "L'universo del conoscere", una cinquantina di titoli di natura enciclopedica, tra storia, geografia e scienze umane (1967-1969)
- "Scritture", dal 1968 al 2003, circa 120 libri
- "i Paralleli", collana poetica ideata da Vittorio Sereni nel 1980 e diretta da Giovanni Giudici[3]
- "L'arco", nata nel 1982 con La società giusta di Salvatore Veca
- "Terre/idee", dal 1982 al 2006, viaggi e geografia politica

Escono in questi anni libri di Jean-Paul Sartre, Claude Lévi-Strauss, Maurice Merleau-Ponty, Ernesto de Martino, Ernst Cassirer, Carl Gustav Jung, ma anche Vita e opere di Freud di Ernest Jones o Maschio e femmina di Margaret Mead, libri sul cinema di Guido Aristarco e sulla musica di Roberto Leydi e Fedele D'Amico, gli 8 volumi della Storia comparata del mondo di Hans H. Hofstatter e Hannes Pixa, Della interpretazione di Paul Ricœur e una Storia generale della pittura in 26 volumi. In catalogo appaiono anche i 3 voll. della Storia della letteratura greca (1969) di Albin Lesky.
Nel settembre 1967 intanto, Alberto Mondadori lascia la casa editrice paterna e si dedica completamente al Saggiatore. L'intero progetto di immagine coordinata viene affidato alla designer Anita Klinz, che segue Alberto dalla Mondadori.
Nel 1971 viene aperta "Theoria", collana destinata al dibattito filosofico. Il primo titolo è I fondamenti filosofici della scienza (1971) di Rudolf Carnap. Seguiranno I modi del paradosso e altri saggi (1975) di Willard Van Orman Quine, I linguaggi dell'arte (1976) di Nelson Goodman e molti altri.
Negli anni settanta, si aggiungono alcune opere di Pier Aldo Rovatti, Salvatore Veca, Émile Benveniste, Marshall McLuhan, Erich Fromm ecc.
Nel 1972-85 viene pubblicata la Storia antica della Cambridge University in 12 volumi.
Il 14 febbraio 1976 muore il fondatore e presidente Alberto Mondadori, ma gli eredi del patrimonio editoriale continuano a riconoscersi «nella sua filosofia del libro».
Nel 1981, Maria Laura Boselli assume la presidenza. Escono di questi tempi Utilitarismo e oltre (1984) a cura di Amartya Sen e Bernard Williams, Scritti filosofici (1985) di Imre Lakatos, il Manuale di storia delle dottrine politiche (1985) di Giorgio Galli e Questioni mortali (1986) di Thomas Nagel. Esce anche il Saggio sulla libertà di John Stuart Mill, con la fondamentale prefazione di Giulio Giorello e Marco Mondadori.
Nel 1986 il Saggiatore torna a far parte della Arnoldo Mondadori Editore, che ne assume la proprietà.

### Dal 1993 a oggi
Nel 1993 il Saggiatore torna a essere indipendente e i fratelli Formenton, eredi di Alberto, diventano unici azionisti. Luca Formenton assume la presidenza.
Nel 1995 esce Clown di Norman Manea, nel 1997 la biografia di Ernesto Che Guevara di Paco Ignacio Taibo II intitolata Senza perdere la tenerezza. Vengono poi pubblicate le opere di Allen Ginsberg, tradotte da Luca Fontana. La prima è Saluti cosmopoliti: poesie 1986-1992 (1996). Nell'aprile del 1996, ai Magazzini generali di Milano viene organizzato un reading con l'autore, il cui ultimo viaggio in Italia darà via al revival della Beat Generation in Italia.
Sono anche gli anni in cui entrano nel catalogo della casa editrice le opere complete di Jean Genet e di Carlos Fuentes.
Nuove collane sono:
- "EST", nata nel 1996, all'inizio ripesca dal catalogo storico e ripropone titoli, per poi svilupparsi fino al 2001 quando chiude,
- "Due punti" (1996-98), sono 65 libri di psicologia, storia e medicina con il sottotitolo un manuale per capire, un saggio per riflettere
- "Nuovi saggi" (1996-2007) con testi di John Berger, Guillermo Cabrera Infante, e altri.

Il XXI secolo si apre con libri come Breve storia dell'ombra (2000) di Victor I. Stoichita, I dannati della guerra (2002) di Bernard-Henri Lévy e Nuovi orizzonti nello studio del linguaggio e della mente (2005) di Noam Chomsky, autore per il Saggiatore di diversi titoli.
Nel 2008 la casa editrice compie cinquant'anni e come nel 1958 coltiva l'idea del libro non come verità definita, ma come strumento di conoscenza. Uno degli obiettivi, come recita il manifesto della casa editrice, è «progettare libri più che trovarli o subirli dal mercato».
Al maggio 2016, il catalogo della casa editrice è composto da due collane:
- La Cultura, dove escono libri come Il cigno nero di Nassim Taleb, Patria 1978-2008 di Enrico Deaglio, o Dormono sulla collina di Giacomo Di Girolamo
- le Silerchie, che ospitano opere fondamentali di autori come Pier Paolo Pasolini, Osip Mandel'stam, John Steinbeck e Vittorio Sereni

Occasionalmente, il Saggiatore pubblica anche volumi illustrati, spesso di musica, come Kind of Blue di Ashley Kahn, Claudio Abbado. Ascoltare il silenzio a cura di Gaston Fournier-Facio o la versione illustrata di Il cinema secondo Hitchcock di François Truffaut. Questi volumi sono raccolti nella collana di Opere e libri.

"Un'offerta attraverso cui la casa editrice – da sempre laica, illuminista e neoclassica – si apre alle sfide di un contemporaneo che «è esteso all'infinito. Muoiono le civiltà, muoiono le religioni. Non muore il contemporaneo». È a questo rimanere, a questo durare nel tempo che – inverando la promessa implicita nel nome e nel marchio, ispirati da Galileo – continua a guardare il Saggiatore:
Non è impossibile che il vero fondo dell'abisso, il fondo dell'ignoto, dove il poeta chiedeva di tuffarsi per trovare il «nuovo» sia in apparenza più vicino all'uomo, nella sua storia e preistoria di individuo, sempre contemporanea al suo presente; o in quella collettiva che si sprofonda nel tempo, e nei tempi dei tempi, e in quelli che sfuggono all'infinito dietro i tempi."
Il Saggiatore è anche editore della rivista filosofica trimestrale aut aut.

## Autori
Alcuni degli autori pubblicati oggi dal Saggiatore
- James Agee
- Maurice Blanchot
- John Berger
- Mircea Cărtărescu
- Noam Chomsky
- Simone de Beauvoir
- Ernesto De Martino
- Enrico Deaglio
- Joan Didion
- Carlos Fuentes
- Jean Genet
- Allen Ginsberg
- Witold Gombrowicz
- David Graeber
- Edmund Husserl
- Hanns-Erich Kaminski
- Károly Kerényi
- Claude Lévi-Strauss
- Thomas Ligotti
- Dimitris Lyacos
- Norman Manea
- Jean-Paul Manganaro
- Klaus Mann
- Margaret Mead
- Maurice Merleau-Ponty
- John Stuart Mill
- George L. Mosse
- Iris Murdoch
- Joyce Carol Oates
- Yoko Ogawa
- David Peace
- Karl Polanyi
- Marcel Proust
- Lisa Randall
- Jean-Paul Sartre
- Gershom Scholem
- Arnold Schönberg
- Annemarie Schwarzenbach
- Leo Spitzer
- Botho Strauss
- Paco Ignacio Taibo II
- Alain Touraine
- Giorgio Pisanò
- Dante Virgili

## Archivio
La documentazione cartacea prodotta da Il Saggiatore spa (estremi cronologici: 1934 - [fine sec. XX]) è conservata a Milano presso la Fondazione Arnoldo e Alberto Mondadori.